# Championnat de Belgique masculin de handball 1987-1988
Navigation
Division 1 1986-1987 Division 1 1988-1989
La saison 1987-1988 du Championnat de Belgique de handball fut la 30e édition de la plus haute division belge de handball. 

## Classement final
| Rang | Équipe                |
| ---- | --------------------- |
| 1er  | Sporting Neerpelt (T) |
| 2e   | Initia HC Hasselt     |
| 3e   | KV Sasja HC Hoboken   |
| 4e   | HC Buggenhout         |
| 5e   | ?                     |
| 6e   | ?                     |
| 7e   | ?                     |
| 8e   | ?                     |
| 9e   | ?                     |
| 10e  | ?                     |
| 11e  | ?                     |
| 11e  | ?                     |
| 12e  | ?                     |

|                 | Champion de Belgique                   |
|                 | Relégués en division 2                 |
| (T)             | Tenant du titre                        |
| en augmentation | Promu de début de saison en Division 1 |